# 横浜市立富士見台小学校
横浜市立富士見台小学校（よこはましりつ ふじみだいしょうがっこう）は、神奈川県横浜市保土ケ谷区岩井町にある公立小学校。

## 沿革
出典
- 1953年（昭和28年）4月1日 - 横浜市立稲荷台小学校分校より独立し、横浜市立富士見台小学校開校。
- 1959年（昭和34年） - 鉄筋3階建校舎の第一期工事9教室完成。
- 1960年（昭和35年） - 鉄筋3階建校舎第二期工事9教室完成。
- 1961年（昭和36年） - 鉄筋3階建校舎第三期工事6教室完成。
- 1962年（昭和37年） - 新校舎落成記念祝賀会開催。
- 1963年（昭和38年） - 鉄筋3階建校舎第四期工事3教室完成。
- 1964年（昭和39年）8月 - プール新設。
- 1966年（昭和41年） - 体育館新設。
- 1969年（昭和44年）3月 - 校歌完成。
- 1971年（昭和46年）鉄筋3階建校舎増築（2教室）。
- 1979年（昭和54年） - プール改築。
- 1980年（昭和55年） - 給食室増築。
- 1981年（昭和56年） - 南校舎増築。
- 1983年（昭和58年）
  - 5月 - 創立30周年記念式典祝賀会開催。
  - 11月 - 校庭整備。
- 1994年（平成6年）4月 - 特殊学級（現:個別支援学級）開設。
- 1998年（平成10年） - 校舎全面改築工計画。
- 1999年（平成11年） - 改築工事着工。
- 2000年（平成12年） - 校舎棟完成。
- 2001年（平成13年） - 体育館完成。
- 2002年（平成14年）
  - 時期不明 - 校庭整備計画。
  - 10月 - 校庭整備完了。
- 2003年（平成15年）10月 - 創立50周年記念式典挙行し、祝賀会開催。

## 学区
出典
- 保土ヶ谷区
  - 岩井町（34番地以降）
  - 西久保町（115番地以降）
- 西区
  - 東久保町（14番地～41番地）
  - 元久保町（全域）
- 南区
  - 南太田4丁目（38番地～40番地）

## 学校周辺
- 横浜市立岩井原中学校 - 敷地が隣接。また、主な進学先でもある。
- 特別養護老人ホーム太陽の園ほどがや
- 横浜市岩井保育園 - 進学前保育園のひとつ
- 富士見台公園
- 岩井町公園
- 聖隷横浜病院ひだまり保育園 - 進学前保育園のひとつ
- せいれい訪問看護ステーション横浜
- 聖隷福祉事業団聖隷横浜病院
  - なお、本校は、保土ヶ谷・西・南3区の区境線に近い場所に位置する。

## アクセス
- 相鉄バス「旭4」系統で、「聖隷横浜病院入口」停留所から学校正門まで、徒歩535m・約8分（学校敷地からバス停まで最短で130m程だが、学校正門と道路との関係で遠回りとなる）。
- JR横須賀線保土ケ谷駅から、徒歩約680m・約11分（最短ルート移動した場合）。